# Relations entre la Chine et la Géorgie
Les relations entre la Géorgie et la Chine sont les relations étrangères entre la Géorgie et la république populaire de Chine. Les deux pays ont établi des relations diplomatiques le 9 juin 1992. Les relations bilatérales se sont progressivement développées depuis et se sont principalement concentrées sur la coopération économique. La Chine a une ambassade à Tbilissi et la Géorgie a une ambassade à Pékin. En 2017, la Chine était devenue le quatrième partenaire commercial de la Géorgie et le deuxième marché d'exportation du vin géorgien. La Chine a apprécié l'engagement de la Géorgie en faveur de la politique d'une seule Chine et a soutenu l'intégrité territoriale de la Géorgie en refusant de reconnaître l'Abkhazie et l'Ossétie du Sud.

## Historique
Le Yuan Shi, histoire officielle de la dynastie Yuan de Chine, relate le sort de la Géorgie en 1252. Cette année-là, le mongol khagan Möngke, qui s'étend en Chine, reconnaît le royaume de Géorgie, qui s'est soumis à la suzeraineté mongole, à Berke. Chu'ü-erh-chih, le nom chinois utilisé pour la Géorgie dans le Yuan Shi, est étymologiquement le même que "Géorgie".

## Liens politiques
Les relations Chine-Géorgie sont officiellement établies le 9 juin 1992, lorsque la Chine étend sa reconnaissance diplomatique à la république de Géorgie après la dissolution de l'Union soviétique. Edouard Chevardnadze, alors chef de l'Etat géorgien, effectue une visite d'Etat en Chine en juin 1993 et signe plusieurs accords, principalement sur la coopération économique et commerciale. Mikheil Saakachvili, président de la Géorgie, effectue une visite officielle en Chine en avril 2006.
Les deux pays maintiennent la communication et la coordination au sein des Nations unies et d'autres organisations internationales. La Géorgie maintient sa "politique d'une seule Chine" et ne reconnaît pas Taïwan. À son tour, la Chine, membre de l'Organisation de coopération de Shanghai (OCS), refuse de suivre le mouvement de la Russie, un autre membre de l'OCS, lors de la reconnaissance de l'indépendance de l'Abkhazie et de l'Ossétie du Sud séparatistes de la Géorgie au lendemain de la guerre d'août 2008, malgré l'appel du ministère russe des Affaires étrangères. Au lieu de cela, l'OCS publie la Déclaration de Douchambé, appelant toutes les parties à résoudre les "problèmes existants" par la diplomatie. De même, un porte-parole du ministère chinois des Affaires étrangères exprime l'inquiétude face aux "derniers développements en Ossétie du Sud et en Abkhazie", répondant à la question d'un journaliste concernant la position de la Chine sur la reconnaissance par la Russie des territoires contestés. Selon l'analyste politique Joseph Larsen, "si la Chine ne présente pas d'alternative à l'intégration de l'OTAN et de l'UE ... les relations avec la Chine ont le potentiel de compléter la politique étrangère existante de la Géorgie".

## Liens économiques
Les liens économiques bilatéraux s'élargissent progressivement depuis 1992 et connaissent une nouvelle croissance à partir de 2010, alors que l'économie géorgienne se remet de la guerre de 2008. La Chine considère la Géorgie comme faisant partie de la Nouvelle route de la soie, un projet qu'elle lance en 2013 pour "raccourcir la distance entre la Chine et l'Europe" grâce à des infrastructures améliorées,. En 2014, la Chine représente 217,94 millions de dollars d'investissements directs étrangers en Géorgie, la plaçant au quatrième rang après l'Azerbaïdjan, les Pays-Bas et les États-Unis. Un certain nombre d'entreprises chinoises lancent des opérations majeures en Géorgie. Le groupe chinois Hualing, principalement axé sur la construction et la gestion d'hôtels et de centres commerciaux, est le plus grand investisseur étranger de Géorgie en 2017. Certains des projets de la société en Géorgie comprennent une zone industrielle franche à Koutaïssi, la deuxième plus grande ville de Géorgie, et une grande résidence et un complexe commercial dans une banlieue de la capitale Tbilissi. En janvier 2017, le CEFC China Energy accepte d'acheter 75% des parts de la zone industrielle franche de Poti, sur la côte géorgienne de la mer Noire. Le principal produit d'exportation de la Géorgie vers la Chine est le vin, qui représente 5 299 820 bouteilles en 2016, soit près du double de la quantité exportée l'année précédente. Le 13 mai 2017, la Géorgie et la Chine signent un accord de libre-échange.